# Фортечна вежа

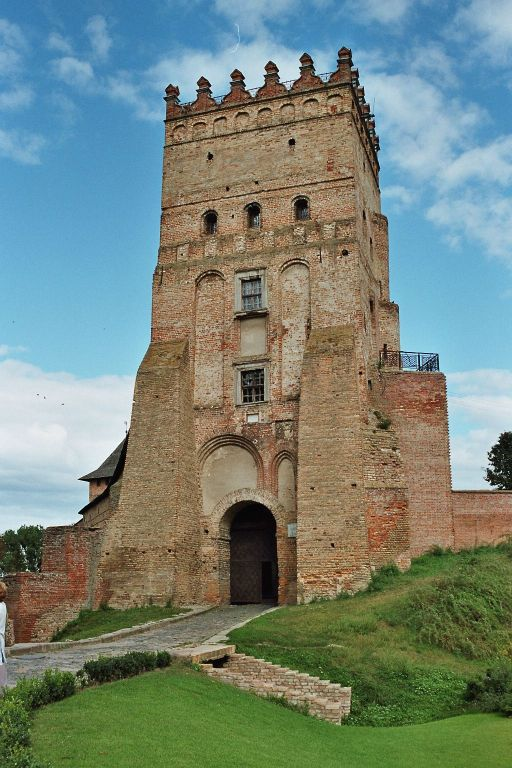
В'їзна вежа замку Любарта у Луцьку

Фортечна вежа, оборонна вежа — оборонна споруда, складова частина оборонних мурів в стародавньому світі і середньовіччі. Оборонні вежі споруджувалися з цегли, каменю і дерева в рогах стін і на протяжних прямолінійних ділянках. Деякі, виступаючи за площину стіни, мали круглу, напівкруглу, прямокутну, багатокутну та інші форми, з поперечником до 20 м, висотою іноді в 1,5–2 рази вище стін.
Вежі призначалися для спостереження, забезпечення поздовжнього обстрілу фортечної стіни, підступів до них і захисту брами, слугували укриттям для військ і опорним пунктом оборони. З розвитком артилерії в XVI–XVII століттях вежі змінювалися бастеями, а пізніше бастіонами.
Оборонні вежі могли будувати й окремо від головної фортеці — вони називалися сторожовими вежами.